# Mutter, dein Kind ruft!
Das brennende Geheimnis (Mutter, dein Kind ruft!) ist ein deutsches Stummfilmdrama nach Stefan Zweigs Novelle Brennendes Geheimnis. Unter der Regie des in erster Linie als Bühnenbildner und Filmarchitekt tätigen Rochus Gliese spielen die Schwedin Jenny Hasselqvist und der Österreicher Ernst Deutsch sowie der zur Drehzeit 12-jährige Filmdebütant Peter Eysoldt und seine Mutter, die gefeierte Bühnenschauspielerin Gertrud Eysoldt, die Hauptrollen.

## Handlung
Der Film hält sich weitgehend an die literarische Vorlage. Ein eleganter, weltgewandt wirkender Adeliger lernt während des Urlaubs im winterlich verschneiden Engadin eine von der norddeutschen Küste mit ihrem zwölfjährigen Sohn Edgar hierher gereiste Frau eines versponnenen Forschers, von dem sie sich zunehmend entfremdet hat, kennen. Der Adelige, ein italienischer Graf, freundet sich zunächst mit Edgar an, der jedoch bald in seelische Turbulenzen gerät, als er sieht, wie seine Mutter sich ganz offensichtlich jenem Fremden mehr zuwendet, als es sich in seinen kindlichen Vorstellungen – hingebungsvolle Liebe kann und darf es nur zwischen Papa und Mama geben! – geziemt. Es plagen ihn frühpubertäre Verwirrung, aber auch Eifersucht und Verlustängste. 
Edgar fühlt sich vom Fremden in seiner bislang unerschütterlichen Mutter-Kind-Relation an den Rand gedrängt und sieht die Ehe seiner Eltern, die Schutzhülle eines jeden Kindes, in großer Gefahr. Während deren amourösen Rencontres verfolgt er seine Mutter und den Fremden sogar bei Schnee- und Eissturm bis hoch in die Berge hinauf, wo das geheime Liebespaar in einer abgelegenen Berghütte Zuflucht findet. Dort muss Edgar schließlich mit ansehen, wie sich die beiden Erwachsenen küssen. Nachdem der Adelige abgereist ist und die Mutter ihr verloren geglaubtes Kind bei der Großmutter wieder gefunden hat, hüten Mutter und Sohn, die ihr vertrauensvolles Verhältnis wieder gefunden haben, in der Idylle der oberitalienischen Seenlandschaft, wohin man zwischenzeitlich weitergereist ist, dieses, wie die Romanvorlage es nennt, brennende Geheimnis.

## Produktionsnotizen
Der Film entstand unter dem Arbeitstitel Mutter, dein Kind ruft! zum Jahresbeginn 1923 in den Engadiner Alpen bzw. den Schweizer Orten St. Moritz, Davos und Pontresina, passierte die Filmzensur am 23. Juli desselben Jahres und wurde am 27. September 1923 unter dem Titel Das brennende Geheimnis (Mutter, dein Kind ruft!) in Berlins Marmorhaus erstaufgeführt. Der für die Jugend freigegebene belegte Fünfakter plus Vorspiel besaß eine Länge von 1970 Meter. In Österreich lief der Streifen, wo man ihn bereits erstmals am 12. Juli 1923 im Wiener Kosmos-Kino in Augenschein nehmen konnte, auch unter dem Titel Auf verbotenen Wegen.
Regisseur Gliese gestaltete auch die Filmbauten, die sein Kollege Kurt Kahle umsetzte.

## Kritiken
In einer Betrachtung von Österreichs Die Filmwelt heißt es: “Reisefilm, Sportfilm und spannendes Drama zugleich, muß dieser Film zumal kraft seiner vorzüglichen Darstellung und Photographie das Interesse aller jener fördern, die wahrhaft gute Filme suchen.”
Die Villacher Zeitung schreibt: „Das erschütternde Spiel Jenny Hasselquists, Otto Gebührs und des genialen kleinen Peter Eisoldt [sic!], der der künstlerische Erbe seiner großen Mutter ist, verleihen diesem Kunstwerk höchste Vollendung.“
Das Kino-Journal befand: „Ein Film von eminenter Bedeutung, dem Auge herrliche Bilder aus der Engadin-Gebirgswelt mit seinem Sporttreiben bietend, das Gemüt durch das echt menschliche Thema ergreifend.“
Das Neue Wiener Tagblatt schließlich urteilte, „Die Darstellung ist vorzüglich; neben der jungen Frau der Jenny Haselquist [sic!] fällt insbesondere das seelenvolle, verständnisinnige Spiel des kleinen Peter Eysoldt auf, der das dramatische Talent seiner berühmten Mutter geerbt hat.“